# Nicolas Jalabert

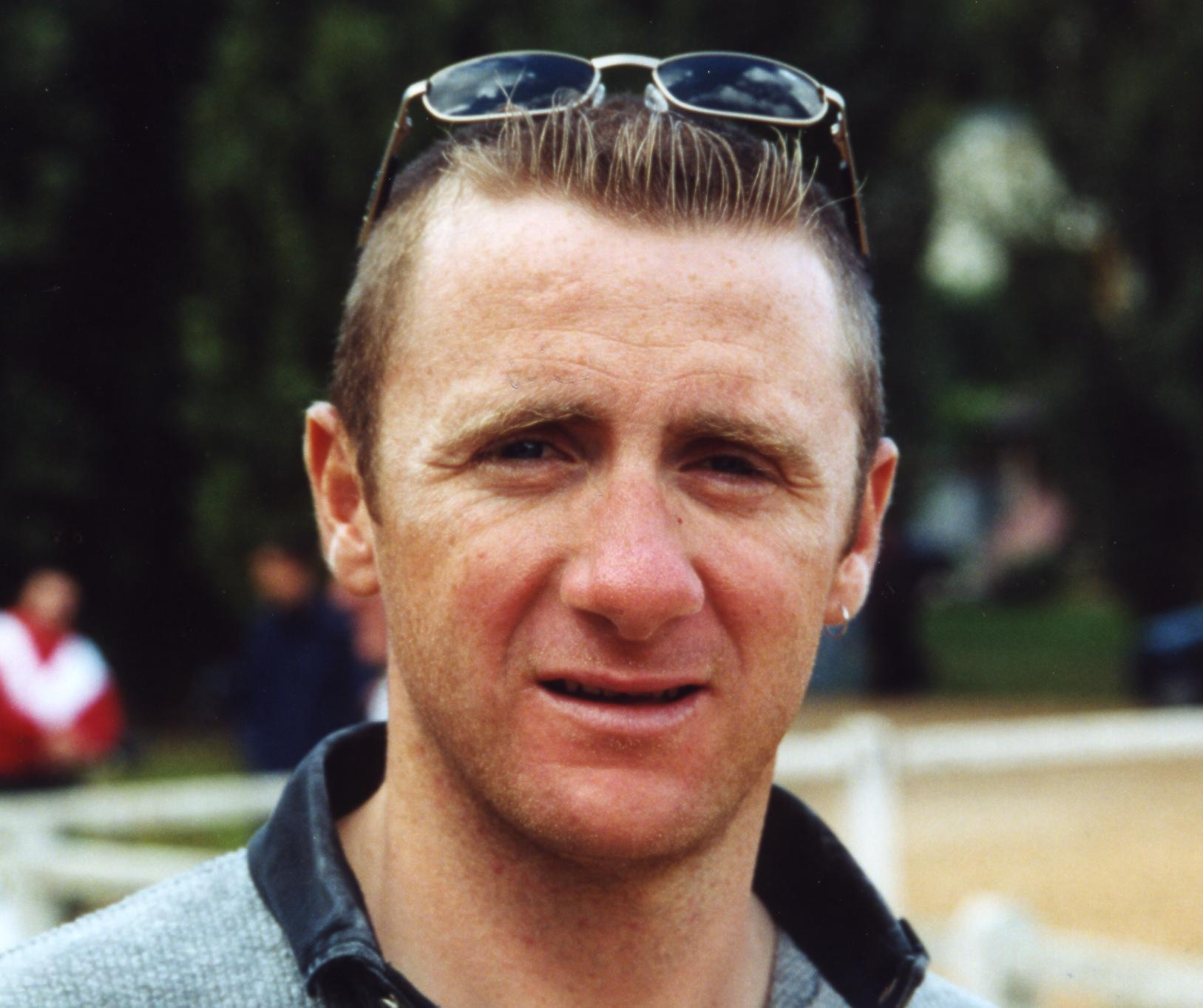
Nicolas Jalabert (2001)

Nicolas Jalabert (* 13. April 1973 in Mazamet) ist ein ehemaliger französischer Radrennfahrer.

## Karriere
Jalabert begann seine Profikarriere bei einem kleinen französischen Team. In seinem zweiten Jahr gewann er den Grand Prix de Rennes und eine Etappe bei der Tour de l’Avenir. Daraufhin bekam er einen Vertrag bei Cofidis. Hier gewann er die Route Adélie und nochmal den Grand Prix de Rennes und sicherte sich so den ersten Rang in der Gesamtwertung des Coupe de France. Nach einem Jahr bei O.N.C.E. (2000) wechselte er 2001 zum Team CSC und gewann sein erstes Etappenrennen, die Niedersachsen-Rundfahrt. Seit 2004 fuhr er beim ProTeam Phonak Hearing Systems. Bei der Tour de France 2004 gelang ihm nach einem Ausreißversuch ein zweiter Platz auf der 14. Etappe. 2007 wechselte er zum französischen Agritubel-Team, für das er bis zu seinem Karriereende im Jahr 2009 fuhr.
Nicolas ist der jüngere Bruder des Radrennfahrers Laurent Jalabert. Sie fuhren im Jahr 2000 zusammen bei ONCE-Eroski, wo Nicolas bereits in den Jahren 1993 und 1994 zum Saisonende als Stagiaire fuhr, und dem Team CSC.

## Palmarès
1994
- Paris–Tours (U23)

1995
- Mi-Août en Bretagne

1996
- Grand Prix de Rennes
- eine Etappe Tour de l’Avenir

1997
- Route Adélie
- Grand Prix de Rennes
- Gesamtsieger Coupe de France

2000
- eine Etappe Katalonien-Rundfahrt (Mannschaftszeitfahren)

2002
- eine Etappe Tour du Poitou-Charentes

2003
- Niedersachsen-Rundfahrt

2005
- eine Etappe Katalonien-Rundfahrt (Mannschaftszeitfahren)

2007
- Classic Loire Atlantique

## Teams
- 1995–1996 Mutuelle de Seine-et-Marne
- 1997–1999  Cofidis
- 2000 O.N.C.E.-Deutsche Bank
- 2001–2003 Team CSC
- 2004–2006 Phonak Hearing Systems
- 2007–2009 Agritubel